# Raakprobleem van Apollonius

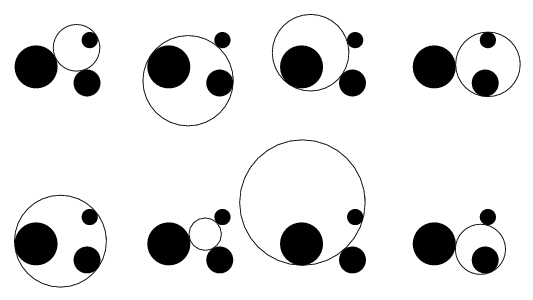
De acht oplossingen van het raakprobleem van Apollonius voor de drie dichte cirkels.

Het raakprobleem van Apollonius, vernoemd naar Apollonius van Perga, bestaat eruit de cirkels te construeren die drie gegeven cirkels raken. In het algemene geval, waarin de cirkels elkaar niet snijden of raken, zijn er acht oplossingen. Dat zijn de mogelijkheden dat de oplossingscirkel geen (1 geval), één (3 gevallen), twee (3 gevallen) of drie (1 geval) van de cirkels omsluit.

## Reductie van het probleem
Het raakprobleem is te reduceren met de volgende observatie.
- Als een cirkel met middelpunt A en straal {\displaystyle r}, en een cirkel met middelpunt B en straal {\displaystyle R} elkaar raken, raakt de cirkel met middelpunt A en straal {\displaystyle |r+d|} aan de cirkel met middelpunt B en straal {\displaystyle |R+\varepsilon d|}, waarin {\displaystyle \varepsilon =\pm 1}, naargelang de cirkels elkaar inwendig of uitwendig raken.

Het probleem kan nu worden gereduceerd door van de drie gegeven cirkels de stralen gelijkelijk te vergroten/verkleinen (met zo nodig de absolute waarde). Zo kan men bijvoorbeeld doorgaan totdat twee cirkels elkaar raken. Door inversie kunnen de rakende cirkels worden afgebeeld op evenwijdige lijnen en ontstaat een eenvoudiger versie van het probleem.

## Algemene oplossing van het probleem

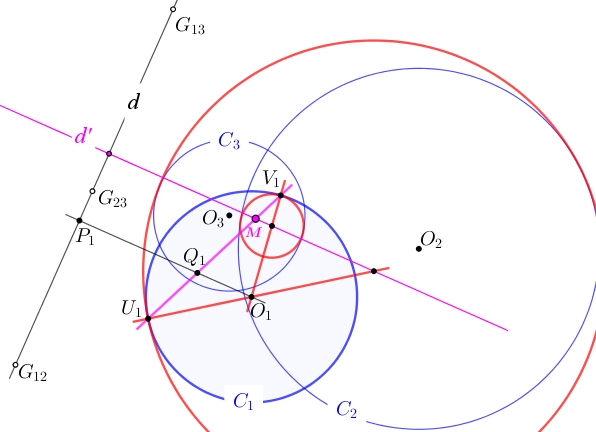
Constructie van een deel van de oplossing van het raakprobleem van Apollonius

- Van de drie gegeven cirkels {\displaystyle C_{1}}, {\displaystyle C_{2}} en {\displaystyle C_{3}} met middelpunten {\displaystyle O_{1}}, {\displaystyle O_{2}} en {\displaystyle O_{3}} wordt eerst het machtpunt {\displaystyle M} geconstrueerd.

Elk tweetal cirkels heeft twee gelijkvormigheidscentra (namelijk een uitwendig en inwendig gelijkvormigheidspunt). Totaal zijn er dus zes van deze punten, die per drie collineair zijn en wel op vier gelijkvormigheidsassen. Voor elk van deze lijnen, telkens met de naam {\displaystyle d}, worden de volgende constructiestappen uitgevoerd. In de hiernaast staande figuur is slechts een van deze lijnen weergegeven. De punten {\displaystyle G_{12}}, {\displaystyle G_{13}} en {\displaystyle G_{23}} daarop zijn de uitwendige gelijkvormigheidspunten van de cirkels.
- De loodlijn uit {\displaystyle M} op de gelijkvormigheidas {\displaystyle d} is {\displaystyle d'}.
- Het snijpunt van de loodlijn uit {\displaystyle O_{1}} met {\displaystyle d} is {\displaystyle P_{1}}.
- De inverse van {\displaystyle P_{1}} met {\displaystyle C_{1}} als inversiecirkel is {\displaystyle Q_{1}}.
- De snijpunten van de lijn {\displaystyle MQ_{1}} met {\displaystyle C_{1}} zijn {\displaystyle U_{1}} en {\displaystyle V_{1}}.
- Het snijpunt van {\displaystyle d'} met de lijn {\displaystyle O_{1}U_{1}} is het middelpunt van de cirkel die door {\displaystyle U_{1}} gaat. Die cirkel is een deel van de oplossing.
- Het snijpunt van {\displaystyle d'} met de lijn {\displaystyle O_{1}V_{1}} is het middelpunt van de cirkel die door {\displaystyle V_{1}} gaat. Ook deze cirkel is een deel van de oplossing.

Met twee oplossingen per lijn zijn er dan in totaal acht oplossingen.

## Vereenvoudigde gevallen
Vaak bekijkt men eenvoudiger gevallen van het raakprobleem van Apollonius, door voor een cirkel een ontaarde cirkel te nemen: een punt of een lijn. Men  kan de volgende gevallen onderscheiden:
| Nummer | geval | gegeven                               | algemeen aantal oplossingen | Voorbeeld (gegeven elementen zwart; oplossing roze) | opmerkingen |
| ------ | ----- | ------------------------------------- | --------------------------- | --------------------------------------------------- | --- |
| 1      | CCC   | drie cirkels (het klassieke probleem) | 8                           |                                                     | |
| 2      | CCR   | twee cirkels en een rechte            | 8                           |                                                     | |
| 3      | CCP   | twee cirkels en een punt              | 4                           |                                                     | Van de 4 oplossingscirkels omsluit één geen van beide cirkels (zie figuur), één alleen de eerste, één alleen de tweede en één allebei de cirkels.                              |
| 4      | CRR   | een cirkel en twee rechten            | 8                           |                                                     | |
| 5      | CRP   | een cirkel, een rechte en een punt    | 4                           |                                                     | |
| 6      | CPP   | een cirkel en twee punten             | 2                           |                                                     | De ene oplossingscirkel ligt buiten de gegeven cirkel (zie figuur), de andere omsluit hem.                                                                                     |
| 7      | RRR   | drie rechten                          | 4                           |                                                     | De ingeschreven en de 3 aangeschreven cirkels van de driehoek gevormd door de 3 rechten.                                                                                       |
| 8      | RRP   | twee rechten en een punt              | 2                           |                                                     | De verbindingslijn van het gegeven punt en het snijpunt van de twee rechten snijdt in het ene geval de oplossingscirkels (zie figuur) en ligt in het andere geval erbuiten.    |
| 9      | RPP   | een rechte en twee punten             | 2                           |                                                     | Als de rechte die door de beide punten gaat, evenwijdig is met de gegeven rechte, dan is er maar 1 oplossing.                                                                  |
| 10     | PPP   | drie punten                           | 1                           |                                                     | De oplossingscirkel is in het algemeen de omgeschreven cirkel van de driehoek gevormd door de punten. Als de 3 punten op één lijn liggen, is die lijn de (ontaarde) oplossing. |